# Philippe Gillès
Philippe Arnould Louis Joseph Gillès, genaamd Gillès de 's Gravenwezel (Antwerpen, 19 juni 1796 - 's-Gravenwezel, 30 november 1874) was een Belgisch katholiek politicus.

## Biografie

### Familie
Philippe Gillès was een telg uit het geslacht Gillès en een zoon van Louis Gillès, vrijwillig voogd van het katholiek weeshuis in Amsterdam, en Jeanne de Pret. Hij trouwde in 1819 in Brussel met Marie-Caroline de Roose de Baisy (1797-1850) en in tweede huwelijk in 1853 in Beveren met haar nicht Louise de Brouchoven de Bergeyck (1804-1887). Beide huwelijken bleven kinderloos.
Hij was een oudere broer van baron Louis Gillès de Pélichy, gemeenteraadslid van Antwerpen en senator. In 1829 verkregen beide broers adelserkenning. 
Hij was een schoonbroer van graaf Amédée de Beauffort, burgemeester van Wemmel, en graaf François de Robiano, lid van het Nationaal Congres, senator en gouverneur van Antwerpen.

### Loopbaan
In 1848 werd Gillès verkozen tot katholiek senator voor het arrondissement Turnhout en vervulde dit mandaat tot in 1867.
Vanaf 1830 tot aan zijn dood was hij burgemeester van 's-Gravenwezel. Hij werd in dit ambt opgevolgd door zijn neef, baron Philippe Gillès de Pélichy (1832-1920) en later door diens zoon, baron Joseph Gillès de Pélichy (1873-1929)